# Cities in Motion 2
A Cities in Motion 2 gazdaságszimulációs videójáték, melyet a Colossal Order fejlesztett és a Paradox Interactive jelentetett meg. A játék 2013. április 2-án jelent meg Microsoft Windows és OS X platformokra, a Cities in Motion tömegközlekedés-szimulációs videójáték folytatásaként. A Cities in Motion 2-ben – az elődjéhez hasonlóan – a játékosok feladata, hogy különböző nagyvárosokban hatékony tömegközlekedési rendszereket építsenek ki. Ebbe az epizódban számos új, az előző játék közösségi visszajelzései alapján felépített funkció került be, köztük a nappal–éjszaka ciklus, a csúcsforgalmi időszakok, illetve a menetrendek létrehozásának lehetősége. A jelentősebb újítások között szerepelnek a dinamikus városok, melyek gyarapodására jelentős befolyással vannak a  játékosok döntései, illetve a kooperatív és kompetitív többjátékos módok is.
A játéknak 2014. január 9-én egy Linux-átirata is megjelent.

## Fogadtatás
| Összegzőoldal | Értékelés |
| ------------- | --------- |
| GameRankings  | 74%       |
| Metacritic    | 72/100    |

| Szerző            | Értékelés |
| ----------------- | --------- |
| Destructoid       | 6,5/10    |
| IGN               | 7,5/10    |
| Hooked Gamers     | 6,5/10    |
| Strategy Informer | 7,5/10    |

A Cites in Motion 2 megosztott kritikai fogadtatásban részesült. A Metacritic gyüjtőoldalon tizenöt kritika alapján 72/100-as átlagpontszámon áll, több kritikus is a gyatra felhasználói felületet és a magas tanulási görbét emelte ki a játék két legfőbb hibájaként.